# 定向纖維板

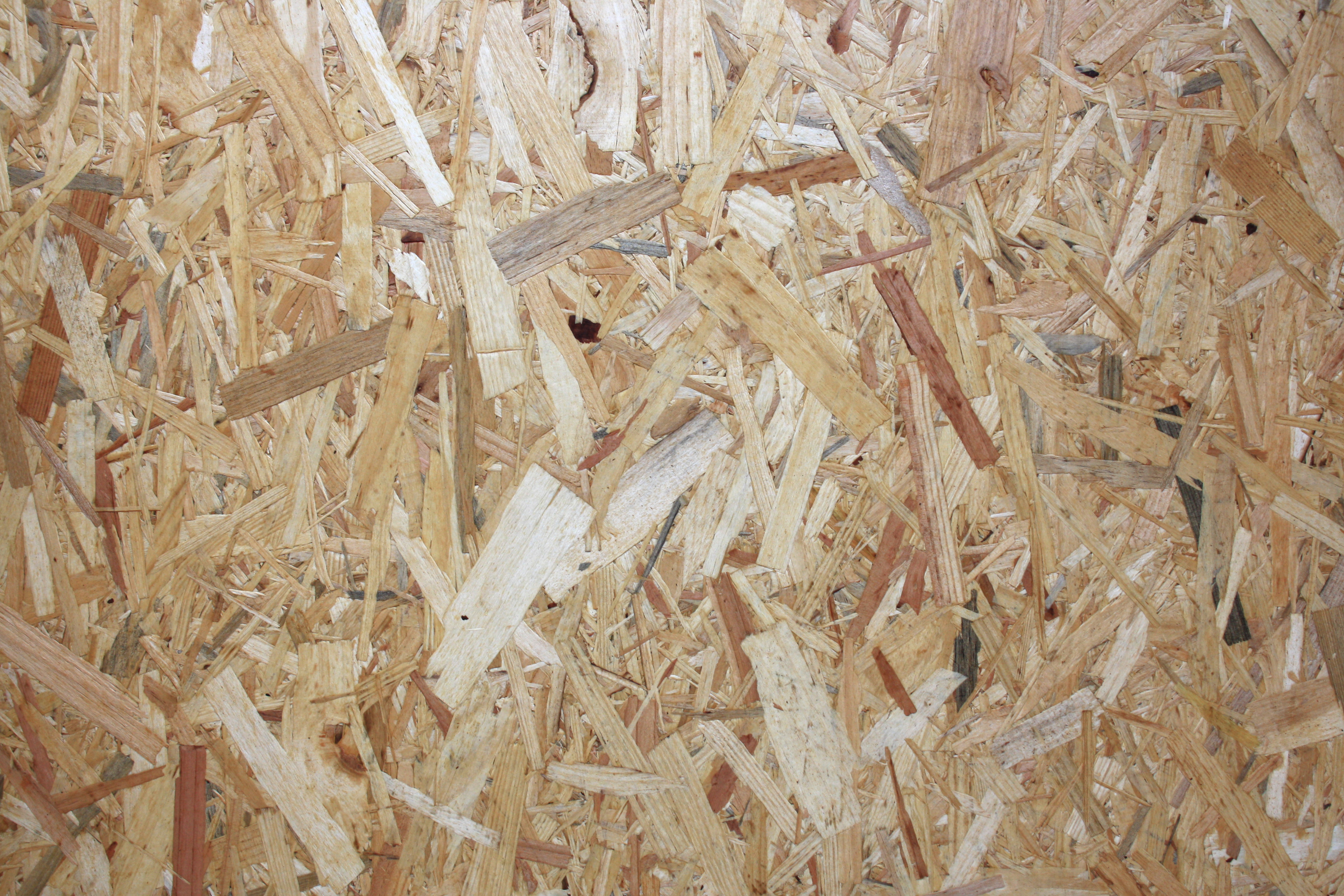
定向粒片板

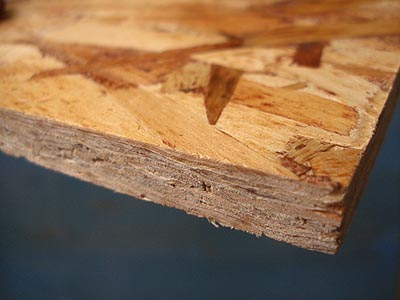
截面

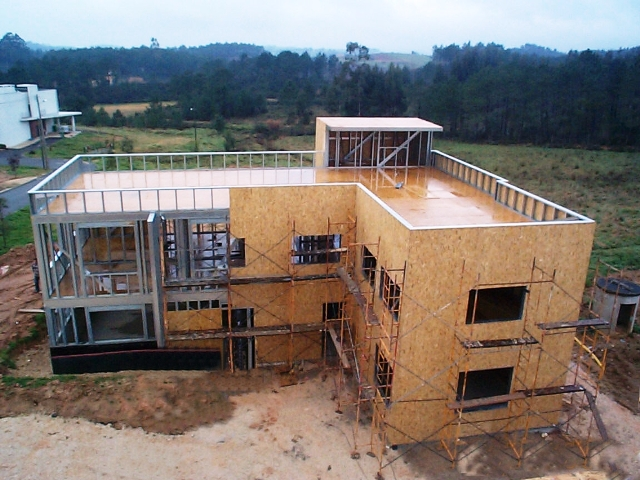
使用了OSB板的房子

定向纖維板，又名定向粒片板、定向刨花板、OSB板（來自其英語名oriented strand board的縮寫）是一種刨花板，由各種切碎的木材交錯疊合、壓制而成。1963年由Armin Elmendorf發明於美國加利福尼亞。2014年羅馬尼亞成爲歐盟最大的OSB板出口國，其生產的OSB板有28%出口到俄羅斯、16%出口到烏克蘭。OSB板北美建築業界用板中也佔據過半的市場份額。

## 用途
OSB板適於承重。它用途較廣，可用作房屋外牆、地板及天花板。 
很多OSB板含有甲醛等不利于人體健康的揮發性有機物，但也有不含甲醛的OSB板。

### 類型
OSB板大致有四種：
- OSB/1 – 一般性用途，用於乾燥條件下的内飾
- OSB/2 – 乾燥條件下的承重板
- OSB/3 – 潮濕條件下的承重板
- OSB/4 – 潮濕條件下的承重力更強的承重板

## 外部連接
- Structural Board Association（页面存档备份，存于） OSB resource library from the now defunct SBA